# Марлон Джеймс
Марлон Джеймс (англ. Marlon James; нар. 21 листопада 1970, Кінгстон, Ямайка) — ямайський письменник, лауреат Букерівської премії за роман «Коротка історія семи вбивств», що опублікований у 2014 році.

## Життєпис
Джеймс народився і виріс у Портморі, багатому передмісті Кінгстона, столиці Ямайки. Його батьки працювали в поліції: мати — детективом, а батько — адвокатом і викладачем у юридичній школі. Сім'я була заможною і з великою кількістю дітей (четверо від шлюбу батьків Джеймса і ще четверо від попередніх стосунків батька).
Батьки самі любили книги та передали свою пристрасть сину. Від матері він отримав у подарунок першу книгу серйозної прози (збірка оповідань О. Генрі), а від батька успадкував любов до Шекспіра і Семюеля Кольріджа. Джеймс вважає, що пережив важкі підліткові роки тільки завдяки книгам і музиці (в основному «Eurythmics» і «Pet Shop Boys»).
Він навчався у Волмарській школі для хлопчиків (англ. Wolmers Boys School), а потім закінчив Університет Вест-Індії (англ. University of the West Indies), де вивчав мову і літературу. У 2006 році отримав ступінь магістра в Університеті Вілкса (англ. Wilkes University). Викладає в коледжі Макалестер у Сент-Полі (штат Міннесота) з 2007 року. Живе в Міннеаполісі.
Перший роман Джеймса отримав 78 відмов від американських видавництв, після чого він вирішив зав'язати з письменством. Опублікував свій перший роман у 2005 році. У 2014 році опублікував третій роман, «Коротка історія семи вбивств». Роман був дуже високо оцінений критикою, а у 2015 році Джеймс отримав за нього Букерівську премію.

## Особисте життя
Марлон Джеймс є відкритим геєм.

### Трилогія Темної зірки
- «Чорний леопард, рудий вовк» (англ. «Black Leopard, Red Wolf»; 2019)

## Нагороди
- 2009 — National Book Critics Circle Award finalist (за «Книга нічних жінок»)
- 2010 — Dayton Literary Peace Prize (Fiction) (за «Книга нічних жінок»)
- 2010 — Minnesota Book Award (Novel & Short Story) (за «Книга нічних жінок»)
- 2013 — Silver Musgrave Medal from the Institute of Jamaica
- 2014 року — National Book Critics Circle Award finalist (за «Коротка історія семи вбивств»)
- 2015 — Anisfield-Wolf Book Award for Fiction (за «Коротка історія семи вбивств»)
- 2015 — OCM Bocas Prize for Caribbean Literature (Fiction category winner) (за «Коротка історія семи вбивств»)
- 2015 — Букерівська премія в номінації «Художня література» (за «Коротка історія семи вбивств»)

## Українські переклади
- Коротка історія семи вбивств / Марлон Джеймс ; пер. з англ. А. Хлівного, Л. Хлівної. — Львів : Видавництво Старого Лева, 2018. — 920 с[3].